# Synagoga w Mielcu
Synagoga w Mielcu – nieistniejąca synagoga, która była zlokalizowana w Mielcu na rogu ulicy Joachima Lelewela.
Synagoga została zbudowana w XIX wieku na miejscu starej, drewnianej synagogi. 13 września 1939 roku, została spalona przez hitlerowców, co było jednym z ich pierwszych kroków po wejściu do Mielca. Zamknęli w środku kilkudziesięciu Żydów i spalili ich wraz z budynkiem. Po zakończeniu wojny synagoga nie została odbudowana.
Na miejscu, gdzie stała synagoga, wystawiono pomnik z tabliczką o treści: „W tym miejscu we wrześniu 1939 r. hitlerowcy spalili żywcem w synagodze kilkadziesiąt osób narodowości żydowskiej. Niech ofiara ich męki pozostanie w pamięci”. 

## Galeria

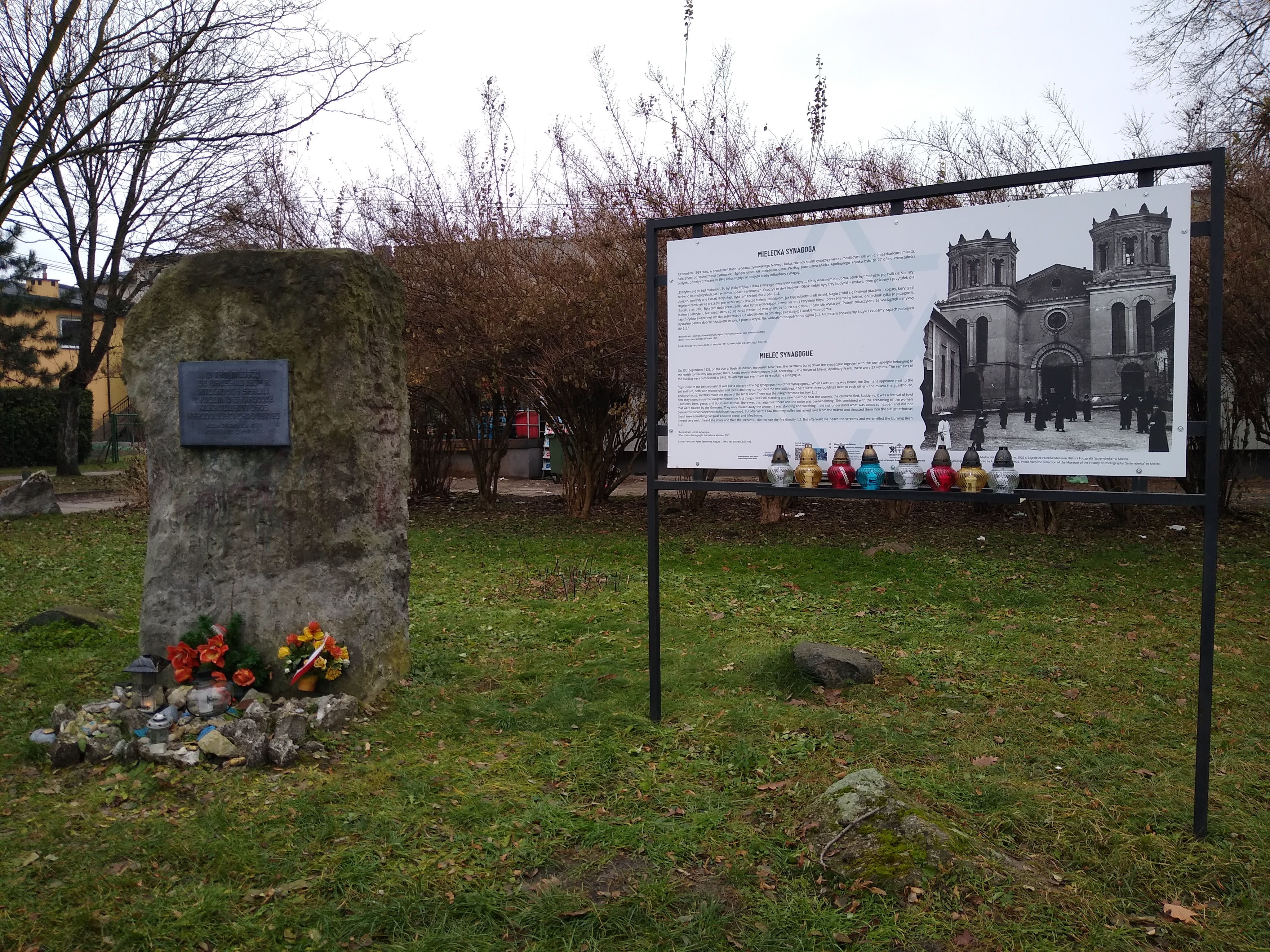
Pomnik wraz z tablicą informacyjną
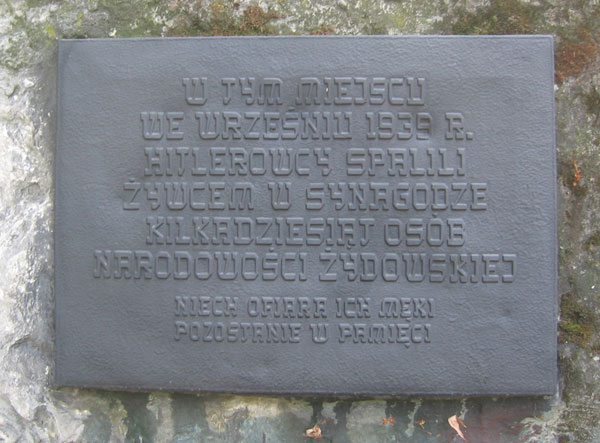
Tabliczka na pomniku
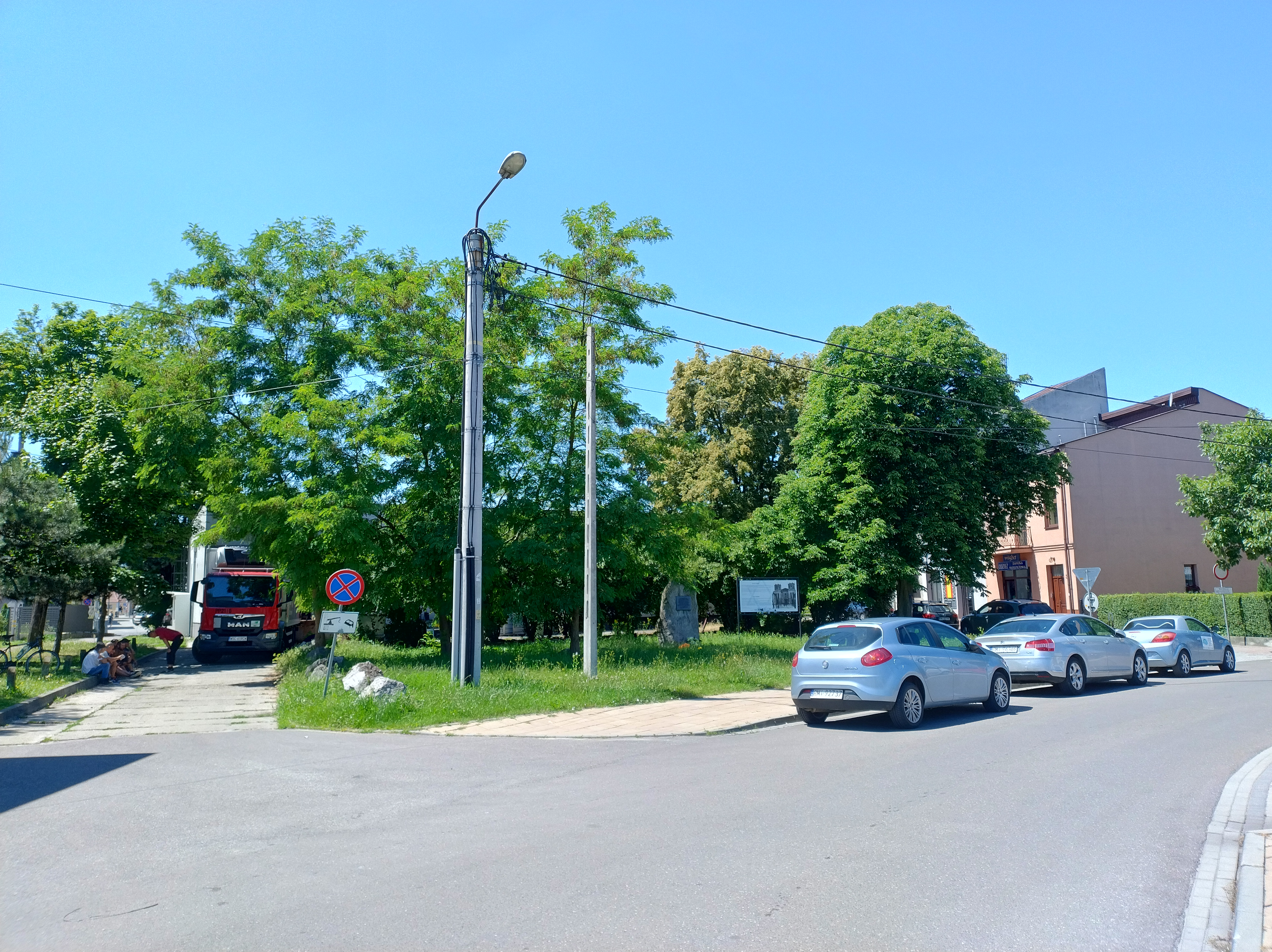
Miejsce, w którym stała synagoga